# Rhopalopsole baishanzuensis
Rhopalopsole baishanzuensis är en bäcksländeart som beskrevs av Yang, D. och Zhu Li 2006. Rhopalopsole baishanzuensis ingår i släktet Rhopalopsole och familjen smalbäcksländor. Inga underarter finns listade i Catalogue of Life.